# Hillsboro Pines
Hillsboro Pines ist ein census-designated place (CDP) im Broward County im US-Bundesstaat Florida. Das U.S. Census Bureau hat bei der Volkszählung 2020 eine Einwohnerzahl von 496 ermittelt.

## Geographie
Hillsboro Pines befindet sich 14 km nördlich von Fort Lauderdale und grenzt an die Städte Parkland und Coconut Creek (Broward) sowie an den CDP Sandalfoot Cove (Palm Beach).

## Demographische Daten
Laut der Volkszählung 2010 verteilten sich die damaligen 446 Einwohner auf 153 Haushalte. Die Bevölkerungsdichte lag bei 743,3 Einw./km². 93,9 % der Bevölkerung bezeichneten sich als Weiße, 5,2 % als Afroamerikaner und 0,4 % als Asian Americans. 0,4 % gaben die Angehörigkeit zu einer anderen Ethnie an. 10,3 % der Bevölkerung bestand aus Hispanics oder Latinos.
Im Jahr 2010 lebten in 43,6 % aller Haushalte Kinder unter 18 Jahren sowie 21,5 % aller Haushalte Personen mit mindestens 65 Jahren. 76,5 % der Haushalte waren Familienhaushalte (bestehend aus verheirateten Paaren mit oder ohne Nachkommen bzw. einem Elternteil mit Nachkomme). Die durchschnittliche Größe eines Haushalts lag bei 2,99 Personen und die durchschnittliche Familiengröße bei 3,44 Personen.
29,2 % der Bevölkerung waren jünger als 20 Jahre, 19,8 % waren 20 bis 39 Jahre alt, 37,9 % waren 40 bis 59 Jahre alt und 14,2 % waren mindestens 60 Jahre alt. Das mittlere Alter betrug 41 Jahre. 52,5 % der Bevölkerung waren männlich und 47,5 % weiblich.
Das durchschnittliche Jahreseinkommen lag bei 57.130 $, dabei lebte niemand unter der Armutsgrenze.
Im Jahr 2000 war Englisch die Muttersprache von 100 % der Bevölkerung.

## Verkehr
Der CDP wird vom U.S. Highway 441/State Road 7 tangiert. Der Flughafen Fort Lauderdale liegt etwa 35 km entfernt.